# Karl Stölzel
Karl Conrad Georg Stölzel (* 30. Juni 1921 in Eibenstock, Erzgebirge; † 5. April 1997 in Freiberg) war ein deutscher Gießereiwissenschaftler.

## Leben und Wirken
Die Kindheit verbrachte Karl Stölzel in Eibenstock. Für das Abitur wechselte er nach Zwickau. Danach war er Praktikant im Eisenwerk Schönheiderhammer. Diese Gießerei, die später die berufliche Ausrichtung Karl Stölzels prägen sollte, war bis 1945 im Besitz der Familie von Querfurth. Kriegsbedingt wurde das nachfolgende Maschinenbaustudium ab 1940 in Dresden und Stuttgart mehrfach unterbrochen.
Als russischer Kriegsgefangener kam er nach Nowotscherkassk am Don und musste in einem Steinbruch arbeiten. Später konnte sich er als Techniker melden, die für ein riesiges Lokomotivwerk in der Nähe gesucht wurden. Karl Stölzel kam in die schützende Obhut des Hauptmetallurgen und kommissarischen Direktors Michael Jurewitsch Baitscher. Baitscher war Jude und wusste um die Gräueltaten der Deutschen an seinem Volk. Er war für Stölzel ein exzellenter akademischer Lehrer.
Nach der Rückkehr aus der Gefangenschaft begann im November 1949 die Laufbahn im VEB Eisenwerk Schönheiderhammer. 1951 wurde er technischer Leiter. Karl Stölzel forcierte 1960 die Umstellung von weißem auf schwarzen Temperguss. Er entwickelte eine Auspack- und Sortiertrommel. Das „Verfahren und Verrichtung zum Reinigen und Putzen von Gussteilen“ wurde 1958 patentiert. Karl Stölzel fand ferner anhand einer historischen Karte eine wichtige Lagerstätte für Erz.
Nach dem Wechsel 1960 an die Bergakademie Freiberg wurde er 1963 zum Professor mit Lehrstuhl, 1966 zum Direktor des Gießereiinstitutes berufen. Die Erkenntnisse der systematischen Durchdringung des Gießereiprozesses legte Stölzel in seinem Lehrbuch „Gießereiprozesstechnik“ nieder, sie fanden mit seiner „Freiberger Schule“ internationale Anerkennung.
In den 1970er Jahren begründete Karl Stölzel eine Sammlung von Kunstgussplatten.

## Werk
- Gießereiprozesstechnik. VEB Deutscher Verlag für Grundstoffindustrie, Leipzig, 1972
- Gießerei über Jahrtausende. VEB Deutscher Verlag für Grundstoffindustrie, Leipzig, 1982
- Metallurgie und Geißereitechnik Deutsch – Englisch. Verlag VEB Technik, Berlin 1984, ISBN 3-341-00097-6.[2]
- Metallurgie und Geißereitechnik Russisch – Deutsch. Verlag VEB Technik, Berlin 1986.
- Dictionary of Metallurgy and Foundry Technology. Verlag Elsevier Science, Amsterdam, New York 1984, ISBN 978-0-444-99514-8.[3]

## Auszeichnungen und Ehrungen
- Jährliche Vergabe des Karl Stölzel Preises für herausragende Studienleistungen im Gießerei-Institut der TU Bergakademie Freiberg
- Berufung in den Wissenschaftlich Technischen Rat der Hauptverwaltung Gießereien der Regierung der DDR 1955
- Verdienter Erfinder 1960
- Gedenkmedaille der Bergakademie Freiberg zum 200-jährigem Bestehen 1965
- Verdienter Metallarbeiter der DDR 1985
- 1990 Ehrenmitglied im Verein Deutscher Giessereifachleute e. V.[4]